# Новожилов, Сергей Сергеевич
Сергей Сергеевич Новожилов (1912—1998) — советский государственный деятель.

## Биография
В 1958 году окончил Всесоюзный заочный институт текстильной промышленности.
- 1931—1934 — помощник мастера, мастер Павлово-Посадской прядильно-ткацкой фабрики, Павловский Посад.
- 1934—1937 — служил в РККА.
- 1937—1940 — на Павлово-Посадской фабрике: начальник цеха, заместитель заведующего, заведующий фабрикой, директор (с 1938).
- 1940 — студент Промышленной академии лёгкой промышленности.
- 1940—1941 — директор учебного комбината «Главмосхлоппрома» Наркомата текстильной промышленности СССР, Орехово-Зуево.
- 1941—1942 — директор Ликинской прядильно-ткацкой фабрики, Московская область.
- 1942—1944 — заведующий отделом текстильной и лёгкой промышленности Московского горкома ВКП(б).
- 1944—1949 — заместитель секретаря Московского горкома ВКП(б) по лёгкой промышленности.
- 1949—1951 — заведующий отделом лёгкой промышленности Московского горкома ВКП(б).
- 1951—1959 — заместитель председателя Мособлсовета.
- 1959—1976 — первый заместитель председателя Госкомитета Совмина СССР по труду и заработной плате, с 1974 года исполняющий обязанности председателя.
- 1976—1983 — первый заместитель председателя Госкомитета СССР по труду и социальным вопросам.
- С августа 1983 года персональный пенсионер союзного значения.

Умер в 1998 году. Похоронен на Троекуровском кладбище.